# Róna Zsigmond
Róna Zsigmond, Neumann (Turdossin, 1860. december 13. – Budapest, 1941. október 22.) meteorológus.

## Életrajza
Neumann Ármin és Neumann Fanni fia. A középiskolát Körmöcbányán végezte, majd 1877-ben lett a műegyetem hallgatója, ahol 1883-ban szerzett tanári oklevelet mennyiségtan-természettani (matematika-fizika) szakból. Nevelő volt és 1884-ben Neumann családi nevét Rónára változtatta. 1888-ig a budapesti mintagimnáziumban tanított. 1888-ban a Meteorológiai Intézethez nevezték ki asszisztensnek, melynek 1904-ben adjunktusa, majd Konkoly Thege Miklós nyugalomba vonulása után 1927-ig az intézet igazgatója lett.
A Magyar Meteorológiai Társaság alapító tagja és első elnöke volt, és szerkesztője az Időjárás című folyóiratnak is. Könyvei, szakcikkei főként Az Időjárás című lapbanban és a Meteorologische Zeitschriftben jelentek meg. A magyar éghajlatkutatás úttörője, az időjárási és éghajlattani szakirodalom megteremtője, és művelője volt. Nevéhez fűződik a felsőbb légrétegek kutatásának megszervezése is.
1896-ban megkapta a koronás arany érdemkeresztet, 1900. szeptember 30-án az ógyallai obszervatórium felavatása alkalmával pedig a Ferenc József-rendet.

## Magánélete
Felesége Fischer Berta volt, akivel 1898. február 20-án Budapesten, az Erzsébetvárosban kötött házasságot.

## Művei
- A légnyomás a magyar birodalomban 1861-től 1890-ig. Német kivonattal, hat ábrával és tizennégy térképpel. Budapest, 1897. (Ism. Vasárnapi Ujság 1898. 14. sz.) Online
- A hőmérséklet évi menete Magyarországon. Budapest, 1900. (Meteorologiai és földmágnességi kiadványok III.)
- Magyarország hőmérsékleti viszonyai. Budapest, 1904. (Meteor. és földmágn. kiadványok VI.)